# Dasyopa scutellata
Dasyopa scutellata är en tvåvingeart som först beskrevs av Roser 1840.  Dasyopa scutellata ingår i släktet Dasyopa och familjen fritflugor. Inga underarter finns listade i Catalogue of Life.